# Anyphops smithersi
Espèce
Synonymes
- Selenops smithersi Lawrence, 1940

Anyphops smithersi est une espèce d'araignées aranéomorphes de la famille des Selenopidae.

## Distribution
Cette espèce est endémique du Lesotho.

## Description
Le mâle holotype mesure 6 mm.

## Étymologie
Cette espèce est nommée en l'honneur de Reay H. N. Smithers.

## Publication originale
- Lawrence, 1940 :  The genus Selenops (Araneae) in South Africa. Annals of the South African Museum, vol. 32, p. 555-608 (texte intégral).